# Huang Qian
Huang Qian (黄茜), född 18 juli 1986 i Chongqing, i centrala Kina är en kinesisk schackspelare och stormästare i schack för damer (WGM). Huang blev kinesisk mästare för damer 2012 och asiatisk mästare för damer 2013. Hon har tävlat i Världsmästerskapet i schack för damer 2001, 2004, 2010, 2012, 2015 och 2017. Bäst har hon lyckats i världsmästerskapet 2012 där hon förlorade i kvartsfinalen mot Ju Wenjun med 1½-2½ i poäng.
I lagmatcher har hon med det kinesiska damlaget erövrat ett flertal guldmedaljer.

## Lagspelaren Huang
Huang blev 2004 guldmedaljör med det kinesiska damlaget i Schackolympiaden i Calvià, Spanien. Hon var första reserv och spelade 10 partier, med resultatet 6 vinster, 3 remier och 1 förlust, vilket gav 75,0 vinstprocent. Huang deltog inte i den kinesika laget 2006 och 2008, men återkom i laget 2010 och 2012, när hon spelade vid bord 4. Båda turneringarna renderade de kinesiska damerna silvermedalj. 2010 spelade Huang 7 partier, med 1 vinst, 4 remier och 2 förluster, vilket gav endast 42,9 vinstprocent. 2012 gick det desto bättre: Huang spelade 10 partier, med 6 vinster, 4 remier och ingen förlust. Det gav 80,0 vinstprocent och ett individuellt guld för 4:e bordet.
2007 var hon medlem i laget som vann det första Världsmästerskapet i schack för damlag, tillsammans med Zhao Xue, Hou Yifan, Ruan Lufei och Shen Yang i Jekaterinburg I Ryssland. Hon vann alla fyra partier som hon fick spela förlaget och nådde sålunda ett resultat av 100 vinstprocent i turneringen,
Huang erhöll stormästartiteln för damer (WGM) i mars 2008.
Huang deltog också i det kinesiska lag som vann det andra Världsmästerskapet för damlag 2009, i Ningbo i östra Kina.  Hon var åter reserv i ett lag som i övrigt bestod av Hou Yifan, Zhao Xue, Shen Yang och Ju Wenjun. Det kinesiska laget misstänktes ha vunnit den jämna tätstriden mot det ryska och ukrainska laget i en avslutande ”läggmatch” med Vietnam. Det vietnamesiska laget hade bra ställningar i flera partier, när spelarna erbjöd remier. Det var särskilt matchpartiet mellan den lågt rankade Pham Bich Ngoc (2145) och Huang Qian (2424), som väckte misstankar. Vietnamesiskan hade en avgörande attack på gång och tre bönder upp och bjöd ändå remi. Tack vare 2-2 i matchen mot Vietnam fick Kina som hamnade på samma slutpoäng som Ryssland och Ukraina (12 poäng) bäst matchpoäng totalt (21,5 p) och hamnade därmed en halvpoäng före Ryssland och en poäng före Ukraina och vann lagguldet.
Huang Qian spelar för schackklubben China Mobile Group Chongqing Company Ltd i kinesiska ligan (CCL).